# Coscinia romeii
Coscinia romeii är en fjärilsart som beskrevs av Sagarra 1924. Coscinia romeii ingår i släktet Coscinia och familjen björnspinnare. Inga underarter finns listade i Catalogue of Life.